# Conopomima bisetosa
Conopomima bisetosa là một loài ruồi trong họ Tachinidae.